# Liebesgrüße aus der Lederhose 2. Teil: Zwei Kumpel auf der Alm
Liebesgrüße aus der Lederhose 2. Teil: Zwei Kumpel auf der Alm (auch bekannt als Laß jucken, Kumpel 4 – Zwei Kumpel auf der Alm) ist ein deutscher Erotikfilm aus dem Jahr 1974. Im Film wagt Regisseur Franz Marischka ein Crossover seiner Laß jucken, Kumpel-Saga mit den ebenfalls von ihm verantworteten Lederhosenfilmen (insbesondere Liebesgrüße aus der Lederhose). Es folgten noch 5 weitere Lederhosenfilme.

## Handlung
Die Handlung schließt an den Film Laß jucken, Kumpel 3. Teil – Maloche, Bier und Bett an. Zwei Freunde, Jupp und Erwin, können dem Ort, an dem sie ihren Urlaub verbringen möchten, nicht zustimmen. Schließlich kommen sie in Bayern an, um einen Urlaub auf dem Bauernhof zu verbringen. Neben Essen und Unterkunft suchen sie auch kostenlosen Spaß mit den weiblichen Hotelgästen.
Der verheiratete Sepp Eber, Inhaber des Dorfgasthauses, tut alles, um seine Gäste im Urlaub glücklich zu machen. Trudi und Erika aus dem Ruhrgebiet suchen im Allgäu nicht zuletzt erotische Erlebnisse, stoßen aber auf ihre aus der Heimat bekannten, ungeliebten Verehrer Jupp und Erwin. Erika lässt sich schließlich auf eine Affäre mit Mario ein, der sich als Freund ihres Ehemanns Lucky ausgibt. Doch da taucht Lucky selbst auf, der Erika schließlich großzügig den Seitensprung vergibt.

## Kritik
„Im vierten Teil der Serie kombiniert Marischka seine Laß jucken, Kumpel-Erfolgsrezepte mit denen des zeitgleich in Angriff genommenen ‚Lederhosen‘-Schwanks: Frauen aus dem Ruhrgebiet vergnügen sich im Allgäu mit einheimischen und ihren eigenen nachgereisten Männern. Diese Verquickung führt zu doppelt peinlichen Szenen. Übel hingegen sind die Prahlereien mit ‚Heldentaten‘ in NS- und Kriegszeiten.“